# Péter Eckstein-Kovács
Peter Eckstein Kovacs, né le 5 juillet 1956 à Cluj, est un homme politique roumain issu de la communauté magyare de Roumanie.